# Ајронтон (Висконсин)
Ајронтон (енгл. Ironton) град је у америчкој савезној држави Висконсин.

## Демографија
По попису из 2010. године број становника је 253, што је 3 (1,2%) становника више него 2000. године.
| Група             | 2000.       | 2010.       |
| Белци             | 240 (96,0%) | 242 (95,7%) |
| Афроамериканци    | 6 (2,4%)    | 1 (0,4%)    |
| Азијати           | 0 (0,0%)    | 0 (0,0%)    |
| Хиспаноамериканци | 4 (1,6%)    | 4 (1,6%)    |
| Укупно            | 250         | 253         |